# طبقات الشافعية (ابن قاضي شهبة)
طبقات الشافعية هو كتاب للفقيه ابن قاضي شهبة (ت 771هـ / 1370م) يبحث في علم التراجم في مجال خاص إذ يترجم لجماعة واحدة وهم الفقهاء الشافعيون حسب طبقاتهم، إذ يذكر فيه المؤلف اسم الفقيه ونسبه، وروايته ودرجته بين أهل العلم وشيئاً من مآثره، وقد ألّفه ابن قاضي شهبة على نحو كتاب طبقات الشافعية الكبرى لتاج الدين السبكي.